# Альваро Саборіо
Альваро Саборіо (ісп. Álvaro Saborío, нар. 25 березня 1982, Сьюдад-Кесада) — костариканський футболіст, нападник клубу «Реал Солт-Лейк» та національної збірної Коста-Рики.

## Клубна кар'єра
Народився 25 березня 1982 року в місті Сьюдад-Кесада.
У дорослому футболі дебютував 2001 року виступами за «Сапріссу», в якій провів п'ять сезонів, взявши участь лише у 151 матчі чемпіонату. У складі команди виграв Кубок чемпіонів КОНКАКАФ 2005 року, два національних чемпіонати (2004, 2006), а також зайняв третє місце і став найкращим бомбардиром на клубному чемпіонаті світу 2005 року.
Своєю грою за цю команду привернув увагу представників тренерського штабу швейцарського «Сьйону», до складу якого приєднався влітку 2006 року на правах оренди. По завершенню оренди швейцарський клуб викупив контракт гравця. Більшість часу, проведеного у складі клубу, був основним гравцем атакувальної ланки команди й одним з головних бомбардирів команди і 2009 року допоміг команді виграти національний кубок.
Влітку 2009 року на правах оренди перейшов в англійський «Бристоль Сіті» з Чемпіоншипу, де провів півроку, після чого 
у лютому 2010 року залишив Брістоль та також на правах оренди перейшов в американський «Реал Солт-Лейк». Там став одним з найкращих бомбардирів MLS і по завершенню сезону підписав з клубом повноцінний контракт на 4 роки. Відтоді встиг відіграти за команду з Солт-Лейк-Сіті 80 матчів в національному чемпіонаті.

## Виступи за збірні
2004 року захищав кольори олімпійської збірної Коста-Рики на Олімпійських іграх 2004 року в Афінах. У складі цієї команди на турнірі провів усі 4 матчі, забив 1 гол.
2002 року дебютував в офіційних матчах у складі національної збірної Коста-Рики. 
У складі збірної був учасником двох чемпіонатів світу (2006 року у Німеччині і 2014 року у Бразилії), розіграшу Кубка Америки 2004 року у Перу, а також чотирьох Золотих кубків КОНКАКАФ (2007, 2009, 2011 і 2013 року).
Наразі провів у формі головної команди країни 93 матчі, забивши 32 голи.

## Титули і досягнення
- Бронзовий призер Ігор Центральної Америки та Карибського басейну: 2002
- Переможець Центральноамериканського кубка: 2013